# 斯托克利 (馬里蘭州)
斯托克利（英語：Stoakley）是位於美國馬里蘭州卡爾弗特縣的一個非建制地區。

## 地理
斯托克利所處的海拔為高於海平面42米（即138英呎），而該地所採用的時區為UTC-5，即北美东部時區（EST）。同時該地設有夏令時間，為UTC-5調快一小時，即UTC-4（EDT）。